# Boninne
Boninne (en wallon Bonene) est une section de la ville belge de Namur située en Wallonie dans la province de Namur. 
C'était une commune à part entière jusqu'à la fusion des communes de 1977. 

## Démographie
- Sources:INS, Rem:1831 jusqu'en 1970=recensements, 1976= nombre d'habitants au 31 décembre

## Patrimoine et culture

### Patrimoine architectural
- Eglise Saint-Lambert. Construite en 1951 par l'architecte Nihoul[2].
- Chapelle Notre-Dame du Bon Secours. Datant de la deuxième moitié du XVIIIe siècle[2].
- Ferme de l'Eglise, située entre l'église et le château. Datant de la deuxième moitié du XVIIe siècle[3].
- Ferme du Château, route de Hannut. Reconstruit en 1922 sur le modèle du précédent qui a été incendiée en 1914[4].